# Stewartyt
Stewartyt – rzadki minerał, będący fosforanem wtórnym.
Nazwany przez Waldemara T. Schallera od miejsca odkrycia, pegmatytu Stewart Lithia w Pala w Kalifornii.

## Właściwości
Krystalizuje w układzie jednoskośnym lub trójskośnym. Wykształca kryształy cienkoblaszkowe, grubotabliczkowe, igiełkowe cienkolistewkowe z podłużnym prążkowaniem, zrosty równoległe, promieniste oraz wiązkowe. Jest minerałem bardzo kruchym, półprzezroczystym do przezroczystego. Ma białą rysę, szklisty połysk oraz jest w odcieniach żółtego i pomarańczowego. Jest izostrukturalny z kastningitem oraz polimorficzny z laueitem i pseudolaueitem. 

## Występowanie
Występuje w pegmatytach granitowych bogatych w fosfor oraz jako produkt przeobrażenia fosforanów pierwotnych. Towarzyszą mu laueit, strengit, strunzyt, pseudolaueit, beratunit, rockbridgeit i apatyt.

## Miejsce występowania
Jego typową lokalizacją jest Kalifornia. Na terenie USA występuje jeszcze głównie w Dakocie Południowej, Maine i New Hampshire. Został stwierdzony także w Portugalii, Namibii, Niemczech (Bawaria), Francji i Portugalii.